# Коргалжынский район
Коргалжынский (Кургальджинский) район (каз. Қорғалжын ауданы) — административная единица Акмолинской области Казахстана. Административный центр — село Коргалжын. Коргалжынский  район  образован  в 1928 году  в составе Акмолинского округа из прежних волостей:  Конкор-Коргалжын, Коргалжын, Соналы, Жаксыкон, Сарыозен  и части Каракоинской (Постановление ВЦИК от 03.09.1928г.). 10 марта 1932 года вошел в состав новообразованной Карагандинской области, а в 1941 году Кургальджинский район передан в Акмолинскую область .

## География
Коргалжынский район расположен в Тенгиз-Кургальджинской впадине. Местность представляет собой степь, богатую озёрами и отличающуюся разнообразием фауны птиц и рыб.
Рельеф равнинный. Через территорию района протекают реки Нура, Куланотпес. Местность изобилует озёрами, в числе которых Коргалжын, Кокай, Чагана, Каибчалкар, Каражар, Узынколь, Жаныбек и др., а также группа озёр Шолакшалкар.
Климат континентальный. Зима холодная, буранная, длинная. Снег лежит около 180 дней, однако толщина снежного покрова не превышает 20 см. Средние температуры января составляют от −18 до —17 °C. Лето умеренно жаркое, засушливое, продолжительностью 50 дней. Средние температуры июля составляют 20—21 °C. Среднегодовое количество осадков — 250—300 мм.
Почвы бурые, тёмно-бурые, в долине Нуры чернозёмные. На территории района водятся дикий кабан, чернобурая лисица, корсак, барсук, заяц, хорёк, тушканчик, ондатра. Гнездятся такие птицы, как фламинго, гуси, утки, лебеди, чибис и др. В озёрах встречаются окунь, щука и другие виды рыб.
На территории района организован Коргалжынский заповедник, созданный в 1968 году.

## Население
| Численность населения Коргалжынского района | Численность населения Коргалжынского района | Численность населения Коргалжынского района | Численность населения Коргалжынского района | Численность населения Коргалжынского района | Численность населения Коргалжынского района | Численность населения Коргалжынского района |
| 1939                                        | 1959                                        | 1970                                        | 1979                                        | 1989                                        | 1999                                        | 2004                                        |
| ------------------------------------------- | ------------------------------------------- | ------------------------------------------- | ------------------------------------------- | ------------------------------------------- | ------------------------------------------- | ------------------------------------------- |
| 14 105                                      | ↗23 926                                     | ↗41 444                                     | ↘22 857                                     | ↗30 894                                     | ↘16 705                                     | ↘12 999                                     |
| 2005                                        | 2006                                        | 2007                                        | 2008                                        | 2009                                        | 2010                                        | 2011                                        |
| ↘12 286                                     | ↘11 733                                     | ↘11 317                                     | ↘10 805                                     | ↘10 289                                     | ↘10 059                                     | ↘9756                                       |
| 2012                                        | 2013                                        | 2014                                        | 2015                                        | 2016                                        | 2017                                        | 2018                                        |
| ↘9575                                       | ↘9505                                       | ↘9464                                       | ↘9421                                       | ↘9377                                       | ↘8890                                       | ↘8844                                       |
| 2019                                        | 2020                                        | 2021                                        | 2022                                        |                                             |                                             |                                             |
| ↘8815                                       | ↘8660                                       | ↘8616                                       | ↘8439                                       |                                             |                                             |                                             |

### Национальный состав
| №  | Национальность | 1939 год         | 2019 год        |
| -- | -------------- | ---------------- | --------------- |
| 1  | Казахи         | 10 764 (76,31%)  | 7 748 (87,90%)  |
| 2  | Русские        | 2 108 (14,95%)   | 613 (6,95%)     |
| 3  | Украинцы       | 662 (4,69%)      | 157 (1,78%)     |
| 4  | Немцы          | 57 (0,40%)       | 103 (1,17%)     |
| 5  | Татары         | 72 (0,51%)       | 56 (0,64%)      |
| 6  | Белорусы       | 56 (0,40%)       | 49 (0,56%)      |
| 7  | Чеченцы        | -                | 16 (0,18%)      |
| 8  | Башкиры        | -                | 10 (0,11%)      |
| 9  | Марийцы        | -                | 5 (0,06%)       |
| 10 | Молдаване      | -                | 5 (0,06%)       |
| 11 | Поляки         | 32 (0,23%)       | 5 (0,06%)       |
| 12 | Корейцы        | 15 (0,11%)       | 4 (0,05%)       |
| 13 | Армяне         | -                | 2 (0,02%)       |
| 14 | Удмурты        | -                | 2 (0,02%)       |
| 15 | Ингуши         | -                | 1 (0,01%)       |
| 16 | Мордва         | 24 (0,17%)       | 1 (0,01%)       |
| 17 | Другие         | 315 (2,23%)      | 38 (0,43%)      |
| 18 | Всего          | 14 105 (100,00%) | 8 815 (100,00%) |

### Половозрастной состав
По данным Национальной переписи населения Республики Казахстан 2009 года:
| Возраст     | Мужчины, чел. | Женщины, чел. | Общая численность, чел. | Доля от всего населения, % |
| ----------- | ------------- | ------------- | ----------------------- | -------------------------- |
| 0 — 14 лет  | 1 445         | 1 420         | 2 865                   | 27,85%                     |
| 15 — 64 лет | 3 364         | 3 277         | 6 641                   | 64,54%                     |
| от 65 лет   | 326           | 457           | 783                     | 7,61%                      |
| Всего       | 5 135         | 5 154         | 10 289                  | 100,00 %                   |

- Мужчин — 5 135 (49,91%). Женщин — 5 154 (50,09%).

## История
К моменту образования района  территория   занимала 34.030 кв.км.   В 1930 году здесь было 11 ауылсоветов, в которых насчитывалось  327 аулов-кыстау, 3 небольших русских поселка, в том числе хутор Сабунды, основанный в 1907 году.

## Административное деление
| № | Административная единица       | Административный центр | Количество населённых пунктов | Население (2009) | Доля от всего населения, % |
| - | ------------------------------ | ---------------------- | ----------------------------- | ---------------- | -------------------------- |
| 1 | Амангельдинский сельский округ | село Уркендеу          | 2                             | 626              | 6,08%                      |
| 2 | Арыктинский сельский округ     | село Арыкты            | 2                             | 1 102            | 10,71%                     |
| 3 | Карашалгинский сельский округ  | село Жантеке           | 3                             | 992              | 9,64%                      |
| 4 | Кенбидаикский сельский округ   | село Кенбидаик         | 2                             | 533              | 5,18%                      |
| 5 | Коргалжынский сельский округ   | село Коргалжын         | 2                             | 4 267            | 41,47%                     |
| 6 | Кызылсайский сельский округ    | село Шалкар            | 2                             | 702              | 6,82%                      |
| 7 | Майшукырский сельский округ    | село Майшукур          | 2                             | 273              | 2,65%                      |
| 8 | Сабундинский сельский округ    | село Сабынды           | 3                             | 1 794            | 17,44%                     |

### Населённые пункты
В Коргалжынском районе 18 населённых пунктов.
| №  | Населённый пункт | Тип  | Население (2009) | Административная единица       |
| -- | ---------------- | ---- | ---------------- | ------------------------------ |
| 1  | Абай             | село | ↘83              | Коргалжынский сельский округ   |
| 2  | Алгабас          | село | ↘64              | Сабундинский сельский округ    |
| 3  | Арыкты           | село | ↘911             | Арыктинский сельский округ     |
| 4  | Екпинди          | село | ↘54              | Кенбидаикский сельский округ   |
| 5  | Жантеке          | село | ↘813             | Карашалгинский сельский округ  |
| 6  | Жумай            | село | ↘137             | Амангельдинский сельский округ |
| 7  | Караегин         | село | ↘430             | Сабундинский сельский округ    |
| 8  | Каргалы          | село | ↘74              | Карашалгинский сельский округ  |
| 9  | Кенбидаик        | село | ↘479             | Кенбидаикский сельский округ   |
| 10 | Коргалжын        | село | ↘4 161           | Коргалжынский сельский округ   |
| 11 | Кумколь          | село | ↘64              | Майшукырский сельский округ    |
| 12 | Майшукур         | село | ↘209             | Майшукырский сельский округ    |
| 13 | Сабынды          | село | ↘1 300           | Сабундинский сельский округ    |
| 14 | Садырбай         | село | ↘60              | Арыктинский сельский округ     |
| 15 | Уркендеу         | село | ↘489             | Амангельдинский сельский округ |
| 16 | Ушсарт           | село | ↘233             | Кызылсайский сельский округ    |
| 17 | Уялы             | село | ↘233             | Карашалгинский сельский округ  |
| 18 | Шалкар           | село | ↘455             | Кызылсайский сельский округ    |

## Уроженцы
1. Кумисбеков, Кенжебек